# Gaspar Thous y Orts
Gran enciclopedia de la Región Valenciana.. Fournier. 1973. ISBN 8430055401. OCLC 728107868. 
Gaspar Thous y Orts (Benidorm, 17 de julio de 1836-Negros, Filipinas, 14 de octubre de 1891) fue un periodista y escritor español.

## Biografía
Era hijo de José Thous y Ángela Orts. Cursó tres años la carrera de Derecho en la Universidad de Valencia, incorporándose luego a la de Madrid, donde concluyó sus estudios.
Después de ejercer por algún tiempo la profesión de abogado en la provincia de Alicante, se trasladó de nuevo a Madrid, dedicándose al periodismo. Escribió en La Estrella, diario de tendencias tradicionalistas, y fundó la revista literaria titulada El Pensamiento de Madrid. También publicó el periódico satírico El Fuelle.
Al estallar la tercera guerra carlista en 1872, se incorporó al ejército carlista del Norte, siendo nombrado abogado consultor de la Diputación a guerra de Álava, y alcalde mayor de dicha provincia. Fue redactor de El Cuartel Real, que publicaban los carlistas. Trasladado al Maestrazgo cuando Dorregaray se encargó de las huestes carlistas, Thous fue director del órgano oficial del Ejército del Centro titulado La Vanguardia, editado en Vistabella, y ejerció el cargo de gobernador civil de la zona de Castellón ocupada por los carlistas.
En 1875 abandonó el Ejército carlista y se acogió a un indulto. De nuevo en Valencia, en 1877 fundó con su hermano José La Unión Católica. Sin embargo, por diferencias con los propietarios legales, en 1880 crearon otro periódico, La Señera. Cuando en 1881 La Señera y La Unión Católica se fundieron en La Lealtad, los hermanos Thous se opusieron y fundaron El Almogávar, que poco después fue sucedido por El Zuavo, periódico ultramontano de ideología tradicionalista carlista, pero partidario de la política católica posibilista y contrario a la corriente integrista de Cándido Nocedal y su diario El Siglo Futuro.
Más adelante, los dos hermanos fundaron el semanario satírico El Palleter, que alcanzó la mayor tirada que se había conocido en Valencia. Este semanario destacó por lo descarnado de la frase y el marcado sabor popular de los escritos, condición que, según el diario Las Provincias, le valió el favor de las clases más ignorantes, así de la ciudad como del campo. Por delitos de injurias a Alfonso XII en esta publicación, Gaspar Thous llegó a ser encarcelado.
Aprovechó la popularidad de su periódico para publicar la novela El Palleter, en la cual se describen los sucesos ocurridos desde que aquel héroe popular declarara la guerra a Napoleón, imitando al famoso alcalde de Móstoles. También escribió algunas poesías valencianas, que recitó en Lo Rat Penat, y dio al teatro varias obras dramáticas, entre las cuales se distinguieron las comedias Por recoger una herencia, El cuarto mandamiento y Margarita del Carmen.
En la última etapa de su vida Thous apoyó la Unión Católica de Alejandro Pidal. Ingresó en el cuerpo jurídico de Ultramar y fue nombrado juez de la isla de los Negros (Filipinas), cargo en cuyo ejercicio falleció en 1891.